# Triaenonychidae
Triaenonychidae – rodzina pajęczaków z rzędu kosarzy i podrzędu Laniatores zawierająca ponad 440 opisanych gatunków.

## Budowa ciała
Większość przedstawicieli rodziny osiąga długość ciała od 3 do 5 mm. Istnieje jednak gatunek południowoafrykański o długości ciała 1 mm, a niektóre gatunki z podrodziny Adaeinae mają osiągają centymetr. Nogi są krótkie o długości od 4 do 12 mm. Nogogłaszczki długie, uzbrojone i masywniejsze od nóg.

## Występowanie
Zamieszkują obie Ameryki, Japonię, Koreę, Australię i Nową Zelandię oraz Madagaskar.

## Pokrewieństwo
Triaenonychidae prawdopodobnie powinny zostać podzielone na co najmniej dwie rodziny. Gatunki australijskie tworzą Triaenonychidae sensu stricto i mogą zawierać Synthetonychiidae, natomiast północne gatunki powinny się znaleźć w Travuniidae.

## Systematyka
Rodzina liczy ponad 440 opisanych gatunków zgrupowanych w około 120 rodzajach. Podzielona jest na 6 podrodzin, a Triaenonychinae na 3 plemiona:

Triaenonychinae Sørensen in L. Koch, 1886
- Triaenonychini Sørensen in L. Koch, 1886
  - Acumontia Loman, 1898
  - Allonuncia Hickman, 1958
  - Amatola Lawrence, 1931
  - Ankaratrix Lawrence, 1959
  - Ankylonuncia Hickman, 1958
  - Antongila Roewer, 1931
  - Austromontia Lawrence, 1931
  - Austronuncia Lawrence, 1931
  - Bezavonia Roewer, 1949
  - Biacumontia Lawrence, 1931
  - Brasiloctis Mello-Leitão, 1938
  - Breviacantha Kauri, 1954
  - Bryonuncia Hickman, 1958
  - Callihamina Roewer, 1942
  - Callihamus Roewer, 1931
  - Calliuncus Roewer, 1931
  - Ceratomontia Roewer, 1915
  - Cluniella Forster, 1955
  - Conoculus Forster, 1949
  - Decarynella Fage, 1945
  - Diaenobunus Roewer, 1914
  - Diasia Sørensen, 1902
  - Equitius Simon, 1880
  - Graemontia Lawrence, 1931
  - Gunvoria Kauri, 1961
  - Hedwiga Roewer, 1931
  - Hendea Roewer, 1931
  - Hendeola Forster, 1954
  - Heteronuncia Roewer, 1920
  - Hickmanoxyomma G. S. Hunt, 1990
  - Holonuncia Forster, 1955
  - Hovanuncia Lawrence, 1959
  - Ivohibea Lawrence, 1959
  - Lawrencella Strand, 1932
  - Leionuncia Hickman, 1958
  - Lispomontia Lawrence, 1937
  - Lizamontia Kury, 2004 South Africa
  - Lomanella Pocock, 1903
  - Mensamontia Lawrence, 1931
  - Metanuncia Roewer, 1914
  - Micromontia Lawrence, 1939
  - Millomontia Lawrence, 1959
  - Millotonyx Lawrence, 1959
  - Monomontia Lawrence, 1931
  - Nahuelonyx E. A. Maury, 1988
  - Neonuncia Roewer, 1914
  - Notonuncia Hickman, 1958
  - Nucina Hickman, 1958
  - Nuncia Loman, 1902
  - Nunciella Roewer, 1929
  - Nuncioides Hickman, 1958
  - Odontonuncia Hickman, 1958
  - Paramontia Lawrence, 1934
  - Paranuncia Roewer, 1914
  - Parattahia Roewer, 1914
  - Paulianyx Lawrence, 1959
  - Perthacantha Roewer, 1931
  - Planimontia Kauri, 1961
  - Prasma Roewer, 1931
  - Prasmiola Forster, 1954
  - Promecostethus Enderlein, 1909
  - Psalenoba Roewer, 1931
  - Rhynchobunus Hickman, 1958
  - Roewerania Lawrence, 1934
  - Rostromontia Lawrence, 1931
  - Speleomontia Lawrence, 1931
  - Stylonuncia Hickman, 1958
  - Tasmanonyx Hickman, 1958
  - Triaenomontia Roewer, 1914
  - Triaenonychoides H. Soares, 1968
  - Triaenonyx Sørensen in L. Koch, 1886
  - Triconobunus Roewer, 1914
  - Valdivionyx E. A. Maury, 1988
  - Yatala Roewer, 1942
  - Yulella Lawrence, 1939
- Adaeini Pocock, 1902
  - Adaeulum Roewer, 1914
  - Adaeum Karsch, 1880
  - Cryptadaeum Lawrence, 1931
  - Heteradaeum Lawrence, 1963
  - Larifuga Loman, 1898
  - Larifugella Lawrence, 1933
  - Micradaeum Lawrence, 1931
  - Montadaeum Lawrence, 1931
  - Paradaeum Lawrence, 1931
  - Triregia Forster, 1948
- Triaenobunini Pocock, 1902
  - Pyenganella Hickman, 1958
  - Tasmanonuncia Hickman, 1958
  - Thelbunus Hickman, 1958
  - Triaenobunus Sørensen in L. Koch, 1886
  - Dingupa Forster, 1952
  - Algidia Hogg, 1920
  - Allobunus Hickman, 1958
  - Americobunus Muñoz-Cuevas, 1972
  - Araucanobunus Muñoz-Cuevas, 1973
  - Cenefia Roewer, 1931
  - Chilobunus Hickman, 1958
  - Chrestobunus Roewer, 1914
  - Dipristes Roewer, 1931
  - Eubunus Hickman, 1958
  - Glyptobunus Roewer, 1914
  - Mestonia Hickman, 1958
  - Miobunus Roewer, 1915
  - Muscicola Forster, 1954
  - Phanerobunus Roewer, 1915
  - Phoxobunus Hickman, 1958
  - Pristobunus Roewer, 1931
- incertae sedis
  - Fumontana Shear, 1977
  - Picunchenops E. A. Maury, 1988

Kaolinonychinae Suzuki, 1975
- - Kaolinonychus Suzuki, 1975
  - Mutsunonychus Suzuki, 1976

Nippononychinae Suzuki, 1975
- - Nippononychus Suzuki, 1975
  - Metanippononychus Suzuki, 1975
  - Izunonychus Suzuki, 1975

Paranonychinae Briggs, 1971
- - Kainonychus Suzuki, 1975
  - Metanonychus Briggs, 1971
  - Paranonychus Briggs, 1971

Sclerobuninae Dumitrescu, 1976
- - Cyptobunus Banks, 1905
  - Sclerobunus Banks, 1893
  - Zuma Goodnight & Goodnight, 1942

Soerensenellinae Forster, 1954
- - Karamea Forster, 1954
  - Soerensenella Pocock, 1903